# Movimento Islâmico Armado
O Movimento Islâmico Armado (MIA, em francês:  Mouvement Islamique Armé; em árabe: الحركة الإسلامية المسلحة, translit. Harakat El Islamiyyat El Musallaha) foi um grupo guerrilheiro islamista e organização terrorista no norte da Argélia nas décadas de 1980 e 1990. O grupo foi a maior e mais ampla organização extremista islamista argelina dos anos 1980. Foi fundado por Mustafa Bouyali em 1981 ou abril de 1982 ou julho de 1982 após um confronto com os serviços de segurança. A organização, que realizou ataques contra o governo na região de Larbaa, era uma associação frouxa de pequenos grupos dos quais Bouyali se proclamou o emir. Envolvido em guerrilha semelhante ao Maquis da Segunda Guerra Mundial, e baseou-se nas áreas rurais das montanhas do Atlas e no distrito de Blida, pois fornecia o terreno ideal para grupos extremistas, visando especificamente o Mitidja. Bouyali originalmente era um pregador na Mesquita El-Achour em Argel, onde ganhou seguidores. Em 1979 ou 1981, formou o Grupo de Defesa Contra o Ilícito, pressionando o governo a implementar a lei islâmica e adotar políticas que refletissem os valores muçulmanos "reais". Este grupo atacou bares e indivíduos, mas não tinha poder real, então Bouyali decidiu recorrer à luta armada. No entanto, ele foi perseguido implacavelmente pelos serviços de segurança, devido ao seu discurso contra o regime e seu apoio a um estado islâmico.
Em julho de 1982, o MIA fez sua primeira bomba, porém as atividades do grupo foram notadas pelas autoridades quando decidiram experimentá-la. Em 3 de outubro, Bouyali escapou de uma tentativa de sequestro por agentes da segurança militar. Isso o levou a se esconder; em janeiro de 1983, ele se escondeu com Hadi Hamoudi nas proximidades da Montanha Bouguerra perto de El Aouinet. Em 12 de novembro de 1982, Bouyali e quatro outros atiraram pela primeira vez contra as forças de segurança em um bloqueio policial em Oued Romane, perto de El Achour. Em seguida, atacaram um depósito de uma empresa estatal e roubaram 160 quilos de TNT. Bouyali e outros testaram uma nova bomba em uma praia de Argel e roubaram explosivos perto de Cap Djinet. Devido a essas atividades, um mandado foi emitido contra Bouyali em 10 de dezembro de 1982. Em janeiro de 1983, o irmão de Bouyali foi morto por engano no fogo cruzado de um tiroteio saindo de sua casa. A morte de seu irmão serviu como um importante catalisador para o aumento de suas ações violentas. No início de 1983, possivelmente em fevereiro ou março, Bouyali se reuniu com Hadi Khadiri, chefe de polícia e ministro do Interior, embora a reunião tenha sido um fracasso e não tenha impedido a campanha de Bouyali. Em algum momento nos estágios iniciais do grupo, Bouyali enviou às autoridades um memorando em treze partes e criou um guia de noventa e nove partes com o objetivo de criar uma república islâmica na Argélia.
Em maio de 1992, cinco batalhões do exército foram mobilizados contra um grupo afiliado ao MIA em uma região remota perto de Lakhdaria. O grupo planejava usar sua base para atacar forças de segurança e outros alvos na região. Abdelkader Chebouti também teria estabelecido um acampamento para abrigar desertores do exército islamista. O grupo frequentemente atraía jovens desempregados porque "sua retórica evocava 'memórias dos bandidos de honra nas montanhas, traçando um paralelo com a vida do Profeta e inspirando-se na guerra de libertação original'". Um dos partidários de Bouyali era Ali Benhadj, o homem que viria a ser o vice-presidente da Frente Islâmica de Salvação (FIS). Em 1983, o grupo de Bouyali atacou uma unidade de produção em Ain Naadja, Argel, e roubou os salários dos trabalhadores. Em 1983, o MIA também recrutou muitos novos membros devido à libertação de uma centena de prisioneiros islamistas em maio de 1983. Em 12 de abril de 1984, Sheikh Soltani morreu em sua casa durante a prisão domiciliar. No dia seguinte, sem qualquer menção do governo sobre sua morte, uma grande reunião islâmica de 25.000 pessoas apareceu em seu funeral em Kouba. Na sequência desta manifestação, o julgamento de um grande grupo de islamistas marcado para 13 de maio foi cancelado e, em vez disso, um grupo de 92 presos políticos foi libertado. Embora muitos de seus companheiros tenham sido absolvidos, Bouyali foi acusado à revelia no mesmo julgamento e condenado à morte. Na noite de 21 de agosto de 1985, Bouyali e seus militantes assaltaram uma fábrica da DNC (empresa estatal) em Aïn-Naadja o valor de ₤ 110.000  ou um milhão de dinares  e em 25, 26, 27 ou 29, de agosto de 1985, insurgentes do MIA chefiados por Bouyali, atacaram uma academia de polícia em Soumaâ, matando um oficial e apreendendo 340 armas e mais de 18.000 peças de munição. Em 1986, Bouyali organizou células clandestinas, compostas por membros veteranos dos mujahedin do Afeganistão. O grupo de várias centenas de militantes durou cinco anos, até que Bouyali foi morto em 3 de janeiro ou 3 de fevereiro de 1987 (provavelmente 3 de janeiro), quando a polícia recebeu informações do motorista de Bouyali. Bouyali e cinco outros estavam dirigindo nas montanhas perto de Larbaa quando o motorista acendeu os faróis e disparos soaram de ambos os lados da estrada. O ato final de Bouyali foi atirar na cabeça do motorista segundos antes de ele ser morto por um tiro na testa. Todos os seis, incluindo o motorista, foram mortos nos confrontos finais, assim como um policial que era o chefe das forças de segurança de elite.
Outros membros importantes do MIA, como Abdelkader Chebouti e Mansouri Meliani, foram condenados à morte e posteriormente presos, mas libertados em 1989 e perdoados em 1990 devido a reformas políticas. Mais tarde, Meliani seria preso em julho de 1992 e executado em 1993, depois que ele e Chebouti foram capturados após uma batalha em Ashour, a algumas centenas de metros do túmulo não marcado de Bouyali. Após a morte de Bouyali, o MIA efetivamente desmoronou e a maioria dos membros foi presa. Em 15 ou 20 de junho de 1987, o maior julgamento de islamistas argelinos começou, com 202 réus e quatro à revelia representados por um conselho de defesa de 49 homens. Em 10 de julho, quatro foram condenados à morte, sete a doze anos, 166 entre um e a quinze anos e 15 foram absolvidos.